# الجفر (الأحساء)
قالب:معلومات مدينة الجفر
مدينة الجفر بالأحساء إحدى مدن محافظة الأحساء ( الهفوف ، المبرز ، الجفر ، العيون ، العمران ) في المنطقة الشرقية من المملكة العربية السعودية ، وتبعد عن مدينة الهفوف ( عاصمة الأحساء ) مسافة ( 16 كم ) تقريبا .
واكتسبت أهميتها قديماً وحديثاً من خلال موقعها الاستراتيجي في شرق واحة الأحساء، وتتبع لها العديد من القرى والهجر، تشكل مدينة الجفر مركزاً إدارياً وقضائياً للقرى الشرقية من محافظة الأحساء، ويوجد بها العديد من الدوائر الحكومية التي تقدم خدماتها للمواطنين والمقيمين.

## أصل التسمية
تميزت مدينة الجفر قديمًا بوفرة المياه الجوفية وكثرة العيون وتدفقها لري المزارع والنخيل، وكان عدد من تلك العيون والآبار يستعمل للشرب، والتي كانت مورداً للأهالي وأهل البادية وكذلك المسافرين إلى ميناء العقير التاريخي يشربون منها.(جفر وجمعها أجفار، البئر الواسعة).

## تاريخ
مدينة الجفر هي بلدة قديمة جداً تمتد جذورها في عمق التاريخ على مستوى منطقة الأحساء، نظراً لطبيعتها الزراعية، وموقعها الاستراتيجي على طريق ميناء العقير القديم، وقد شهدت الجفر بالأحساء الكثير من الأحداث التاريخية الهامة، فقد روى المؤرخون تلك الأحداث في كتبهم:

### معارك الدولة العيونية ضد القرامطة
كتاب (تحفة المستفيد): ما نصه: (ذكر الحرب بين عبد الله بن علي العيوني وبني عامر: لما تمكن الأمير عبد الله بن علي العيوني من الاستيلاء على هجر بعد طرد القرامطة منها صادف كثير من الحروب معهم، حيث يقول: (ولما ملك عبد الله بن علي العيوني الأحساء قطع ما كان لرؤساء بني عامر من العوائد والجرايات التي أجريت لهم أيام القرامطة، فأجمعوا على حربه، فأقبلوا ومعهم خلق كثير من البوادي، فالتقوا في فْقَور السهلة، ويوجد جنوبي قرية (الجفر) نخيل تعرف بالفْقَر وبالقرب منها، وتقع جنوب غربي قرية (الجفر) قرية تسمى (السهلة) والمنسوب إليها السهلاوي فلعل الواقعة كانت فيها). اهـ

### لواء الجفر: في العهد العثماني الأول على الأحساء (إيالة الحسا)
يبعد لواء الجفر حوالي (16كم) غربي الهفوف مركز الإيالة ، وكان عدد منازلها في بداية القرن الرابع عشر الهجري/العشرين الميلادي تقريباً حوالي (350) منزلاً، وكان يحيط بها سور محصن، كما توجد داخل البلد قلعة مستقلة يتخذها أمير اللواء مقراً له وللهيئة الإدارية العاملة معه، كما ترابط بها حامية اللواء، وترد الإشارة إلى وجود لواء الجفر في وقت متأخر نسبياً من قيام إيالة الحسا، إذ جاء ضمن وثيقة مؤرخة في (15جمادى الآخرة سنة 1018هـ/14 سبتمبر 1609م)، تتعلق بطلب أمير أمراء الإيالة من المجلس السلطاني تبليغ بعض أمراء الألوية في الإيالة بالانضمام إليه بقواتهم وذلك للتصدي للقوات المتحالفة مع الصفويين والتي تحتشد على أطراف الإيالة الشمالية، حيث كان أمير لواء الجفر (جفر سنجاغي)، (ديرع بكي) من ضمن أمراء الألوية المطالبين بالالتحاق بقوات أمير أمراء الإيالة.

### ناحية الجفر: في العهد العثماني الثاني على الأحساء (متصرفية الأحساء)
ولقد اهتم العثمانيون بناحية الجفر القديمة اهتماماً بالغاً نظراً لإدراكهم لأهميتها الاستراتيجية وذلك أثناء احتلالهم الأول للأحساء (957 - 1082هـ)، وأثناء احتلالهم الثاني للأحساء (1288 - 1331هـ)، واعتبروها الناحية الثانية من حيث الأهمية بعد ناحية المبرز، وكانت ناحية الجفر مركزاً إدارياً وعسكرياً في شرق الأحساء، وكانت الحامية العسكرية العثمانية في الجفر تتكون من كتيبة مكونة من خمسين خيالة وعشرة من الضبطية الراجلة، وناحية الجفر من أقدم نواحي قضاء الهفوف، وقد صنفت ضمن الفئة الثانية، وكانت ناحية الجفر تضم أكثر من إحدى وعشرون قرية، والجفر مرجع القرى الشرقية في منطقة الأحساء.

### الدولة السعودية الأولى
أشار إليها الشيخ حسين بن غنام في كتابه (روضة الأفكار والأفهام)  في حوادث سنة (1208هـ): وذلك أثناء حكم (الدولة السعودية الأولى) :-
حيث قال: (فلما ارتحل سعود وزال عن أهل الأحساء الحصار والرعب، نكثوا بوعدهم لبراك حين عاد إليهم يطلب منهم الوفاء بما عاهدوا عليه. وثار بينهم الخلاف والشقاق. فانصرف عنهم براك وخرج إلى البادية، ثم كر عليهم بخيله - في شهر رمضان - وانضم إليه جماعة من أهل الدين من السياسب  وكبيرهم سيف بن سعدون، واجتمعوا في قرية (الجشة)، واجتمع أولاد عريعر وأعوانه، وأهل المبرز، وأهل الهفوف - في بلد (الجفر) وكانوا من الكثرة بحيث لا يضبطهم الحصر. فاحتدم بينهم القتال، وقتل منهم عدة رجال. حتى استطاع براك أن يستولي على الهفوف، فهرب دويحس ومحمد وماجد أولاد عريعر، ودخل براك المبرز في اليوم التالي، وعاهده أهل الهفوف والمبرز على الإسلام، فأقام شرائع الدين في الأحساء).

### الدولة السعودية الثانية
أثناء المعارك التي وقعت بين الإمام عبدالله بن فيصل وأخيه الأمير سعود، وذلك أثناء حكم الدولة السعودية الثانية في الأحساء، في رجب (1287هـ) ، حينما انطلق الأمير سعود بقواته من البحرين مستخدماً سفن شيخها، واصطحب معه عدداً من آل خليفة، منهم أحمد بن الغتم في عدة رجال، وحط الجميع رحالهم على شاطئ العقير واستولوا عليه، وهناك انضم إليه - حسب الاتفاق - قبيلة العجمان وآل مرة وتوجه بهم نحو حاضرة الأحساء، فكان أول ما صادفهم قرية (الجفر) ، حيث يسكنها أخلاط من الشيعة والسنة، فقاتله أهلها، فدخلها الأمير سعود عنوة، وانتهبها الجند، ثم قصدوا قرية الطرف، فصالحهم أميرها وسلمت وأطاعت، فمشى جيش سعود إلى الهفوف، فما كان من أمير الأحساء إلا أن خرج لمواجهته ومعه جماعة من العجمان وآل مرة، فيهم راكان بن حثلين.

### الدولة السعودية الثالثة
فتح الرياض عام (1319هـ)، فلما قويت عزيمة الملك عبد العزيز للهجوم على الرياض، خرج من الكويت يريد الأحساء، فنزل (الجفر) وارسل رسولين وهما (مناور السبيعي وسعد بن سعيد) إلى مساعد بن سويلم في الأحساء.
وكانت منطقة الأحساء تعيش أوضاع متردية أثناء الحكم العثماني الثاني، حيث سادت الفوضى واضطراب الأمن في البلاد، وحيث أن الطريق التجاري الوحيد للأحساء هو ميناء العقير بيد القبائل البدوية، إذ يتحكمون فيه وينهبون أموال القوافل والمسافرين ، ويهجمون على الأهالي في المدن والقرى، ومنها (الجفر، والطرف، والجشة)، في شرق الأحساء، وبعد دخول الملك عبد العزيز آل سعود - رحمه الله - الأحساء في سنة (1331هـ)، وبذلك انتهى الوجود العثماني في المنطقة، وبعد معركة كنزان في سنة (1333هـ)، وبعد أن وضعت الحرب أوزارها في الأحساء، عين الملك عبد العزيز عبد الله بن جلوي أمير عليها، فاستتب الأمن وساد العدل.

### باب الجفر
وقد جاء مسمى باب الجفر في كتب وخرائط المستشرقين الغربيين، بسبب الخلط والألتباس الذي وقع فيه العديد منهم بين بلدة الجفر والباب الموجود (باب الجفر) في قلعة الهفوف؛ والذي يخرج منه من يريد أن يتوجه إلى ناحية الجفر (شرق الأحساء) وميناء العقير التاريخي.

## التقسيم الإداري
تتبع مدينة الجفر المدن والقرى والهجر التالية:
1. الجشة
2. الطرف
3. المركز
4. الساباط
5. العقار
6. المزاوي
7. الفضول
8. المنيزلة
9. الشهارين
10. المنصورة
11. الطريبيل
12. بني معن
13. هجرة العدوة
14. هجرة السيح
15. هجرة مريطبة

## المناخ
مناخ الأحساء بشكل عام، حيث ترتفع الحرارة صيفاً وتشتد البرودة شتاءً، وموسم نزول المطر في فصل الشتاء.
ذكر الشيخ محمد العبد القادر في كتابه (تحفة المستفيد في تاريخ الأحساء القديم والجديد) عن الجفر صفحة (1/40): جيدة الهواء، غزيرة الماء ويمتاز ماؤها بالعذوبة والبرودة.

## الخدمات

### الأسواق
يوجد سوقان شعبيان أسبوعياً في مدينة الجفر  وهما سوق يوم الأحد مساءً، وسوق يوم الاثنين صباحاً، وهو الأشهر؛ من حيث أنه سـوق أسبوعي قديم جداً، وكان البيع فيه بالمقايضة بين البدو والحضر، ولايزال موجوداً في مدينة الجفر، ويعتبر من أقدم الأسواق الشعبية على مستوى الأحساء، يأتي إليه الناس من كل مكان من أجل العرض والطلب والبيع والشراء، لا سيما أنه يوجد فيه سلع كثيرة منتجة محلياً وخارجياً، وكذلك الكثير من المحلات التجارية الدائمة التي تلبي احتياجات المواطنين والمقيمين في مدينة الجفر والقرى المجاورة لها.
تشتهر مدينة الجفر بأنها محاطة بالنخيل والمساحات الزراعية من جميع الجهات، وقد كانت الزراعة هي الحرفة السائدة في الجفر قديماً، لذلك تشتهر بإنتاج أجود أنواع التمور، والأرز، والخضار، والفواكه.

### الدوائر الحكومية والأهلية
الدوائر الحكومية والأهلية في مدينة الجفر :
- إمارة الجفر، تم نقلها إلى الهفوف عام 1416هـ.
- (المجمع القروي) سابقاً منذ عام 1380هـ، بلدية الجفر حالياً، عام 1402هـ .
- المدارس الحكومية - مدرسة الجفر السعودية (ثالث أقدم مدرسة على مستوى الأحساء 1359هـ).
- محكمة الجفر، عام 1379هـ.
- كتابة عدل بالجفر، عام 1398هـ.
- مخفر شرطة الجفر سابقاً، مركز شرطة الجفر حالياً، عام 1424هـ.
- مركز الدفاع المدني بالجفر.
- مركز التنمية الاجتماعية بالجفر (أنشئ عام 1381هـ، والذي يخدم الجفر وقرى الأحساء).
- مركز هيئة الأمر بالمعروف والنهي عن المنكر بالجفر، عام 1415هـ.
- جمعية الجفر الخيرية، عام 1399هـ.
- نادي الشروق الرياضي الثقافي الاجتماعي بالجفر، عام 1401هـ.
- دار الثقافة والفنون الشعبية بالجفر.
- هيئة الإغاثة الإسلامية بالجفر.
- مكتب توعية الجاليات بالجفر.
- مكتب الندوة العالمية للشباب الإسلامي بالجفر.
- مكتب البريد بالجفر، عام 1389هـ.
- مكتب الهاتف بالجفر، عام 1407هـ.
- مستشفى الجفر العام، عام 1413هـ.
- مركز صحي الجفر.
- مكتب محطة الصرف الصحي بالجفر.